# استحکام ویژه
استحکام ویژه استحکام ماده (نیروی در واحد سطح در هنگام شکست) تقسیم بر چگالی آن است. همچنین به عنوان نسبت استحکام به وزن یا نسبت استحکام / وزن یا نسبت استحکام به جرم شناخته می‌شود. در کاربردهای الیاف یا منسوجات، استحکام کششی بر واحد نخ یا tenacity همان مقاومت ویژه است. واحد SI برای استحکام ویژه Pa m3 / kg یا N· m / kg است. استحکام ویژه دارای واحدهای مشابه انرژی ویژه است و مربوط به حداکثر انرژی ویژه چرخش است که یک جسم می‌تواند بدون جداشدن از هم به دلیل نیروی گریز از مرکز داشته باشد.
روش دیگر برای تعریف استحکام ویژه، طول شکست است که به عنوان طول خود پشتیبانی نیز شناخته می‌شود: حداکثر طول یک ستون عمودی از مواد (با فرض یک سطح مقطع ثابت) که می‌تواند وزن خود را به حالت تعلیق درآورد زمانی که فقط در قسمت بالا پشتیبانی می‌شود. برای این اندازه‌گیری، تعریف وزن نیروی جاذبه در سطح زمین است (جاذبه استاندارد، 9.80665 m/s2) که در کل طول ماده اعمال می‌شود و با افزایش ارتفاع کاهش نمی‌یابد. این تعریف در برخی از کاربردهای خاص الیاف یا منسوجات بیشتر رایج است.
موادی با بالاترین استحکام‌های ویژه معمولاً الیافی مانند الیاف کربن، الیاف شیشه و پلیمرهای مختلف هستند و اینها اغلب برای ساخت مواد کامپوزیتی (به عنوان مثال الیاف کربن- اپوکسی) استفاده می‌شوند. این مواد و سایر موارد مانند آلیاژهای برلیوم، تیتانیوم، آلومینیوم، منیزیم و فولاد با مقاومت بالا به‌طور گسترده‌ای در هوا فضا و سایر برنامه‌هایی که صرفه جویی در وزن ارزش هزینه بالاتر را دارد استفاده می‌شود. برای مقایسه استحکام و وزن این فلزات و مواد سبک برای کاربردهایی که کاهش وزن و استحکام بالا نیاز است از استحکام ویژه استفاده می‌شود.

## مثال
| منبع   | استحکام ویژه(KN.m/kg) | چگالی(g/cm3) | استحکام کششی(MPa) | مواد                        |
| ------ | --------------------- | ------------ | ----------------- | --------------------------- |
| [ ۱ ]  | ۶۲۴۵۳                 | ۲٫۰۹۰        | ۱۳۰۵۰۰            | گرافن                       |
| [ ۲ ]  | ۳۹۱۱                  | ۱٫۷۹         | ۷۰۰۰              | الیاف کربن (Toray T1100G)   |
| [ ۳ ]  | ۲۵۱۴                  | ۱٫۴۴         | ۳۶۲۰              | کولار                       |
| [ ۴ ]  | ۲۴۵۷                  | ۱٫۷۵         | ۴۳۰۰              | الیاف کربن (AS4)            |
| [ ۵ ]  | ۱۷۹۰                  | ۲٫۷۰         | ۴۸۴۰              | الیاف بازالت                |
| [ ۴ ]  | ۱۳۰۷                  | ۲٫۶۰         | ۳۴۰۰              | الیاف شیشه                  |
| [ ۶ ]  | ۱۰۸۸                  | ۳٫۱۶         | ۳۴۴۰              | الیاف سیلیکون کارباید       |
|        | ۱۰۶۹                  | ۱٫۳۱         | ۱۴۰۰              | تار عنکبوت                  |
| [ ۷ ]  | ۷۸۵                   | ۱٫۵۸         | ۱۲۴۰              | کامپوزیت کربن-اپوکسی        |
| [ ۸ ]  | ۲۶۰                   | ۴٫۸۱         | ۱۲۵۰              | آلیاژهای تیتانیوم (بتا سی)  |
| [ ۹ ]  | ۲۰۴–۴۲۸               | ۷٫۸          | ۱۵۹۰–۳۳۴۰         | سیم پیانو (ASTM 228 Steel)  |
| [ ۱۰ ] | ۱۵۸                   | ۱٫۷۴         | ۲۷۵               | آلیاژهای منیزیوم            |
| [ ۱۱ ] | ۱۵۱                   | ۸٫۲۸         | ۱۲۵۰              | اینکونل(Inconel (X-750)     |
| [ ۱۲ ] | ۱۱۵                   | ۲٫۷۰         | ۳۱۰               | آلیاژهای آلمینیوم (6061-T6) |
| [ ۱۳ ] | ۶۹٫۰                  | ۱٫۱۳         | ۷۸                | نایلون                      |
| [ ۱۴ ] | ۷۶                    | ۴٫۵۱         | ۳۴۴               | تیتانیوم                    |
| [ ۱۵ ] | ۶۷٫۸                  | ۸٫۵۵         | ۵۸۰               | برنز                        |
| [ ۱۶ ] | ۶۳٫۱                  | ۸٫۰۰         | ۵۰۵               | فولاد ضدزنگ(۳۰۴)            |
| [ ۱۷ ] | ۴۶٫۴                  | ۷٫۸۷         | ۳۶۵               | فولاد کم کربن (AISI 1010)   |
|        | ۲۴٫۷                  | ۸٫۹۲         | ۲۲۰               | مس                          |
|        | ۱۶٫۳                  | ۰٫۹۲         | ۱۵                | لاستیک                      |

داده‌های این جدول از بهترین منابع است و برای ارائه رقم ثابت تقریباتی درنظر گرفته شده‌است.